# Superserien 2005
Superserien 2005 var Sveriges högsta division i amerikansk fotboll för herrar säsongen 2005. Serien spelades 7 maj–13 augusti 2005 och vanns av Stockholm Mean Machines.   Lagen möttes i dubbelmöten hemma och borta. Vinst gav 2 poäng, oavgjort 1 poäng och förlust 0 poäng.
De fyra bäst placerade lagen gick vidare till slutspel. SM-slutspelet spelades 20 augusti–4 september och även där segrade Stockholm Mean Machines.
Solna Chiefs, Tyresö Royal Crowns och Örebro Black Knights var kvalificerade men drog sig ur innan säsongen startade. Tyresö ersattes av Göteborg Marvels. Sundsvall Flames var också kvalificerade men drog sig ur under pågående säsong.

## Tabell
| Nr | Lag                          | S | V | O | F | GP  | IP  | PS   | P  |
| -- | ---------------------------- | - | - | - | - | --- | --- | ---- | -- |
| 1  | Stockholm Mean Machines (RM) | 8 | 8 | 0 | 0 | 327 | 51  | +276 | 16 |
| 2  | Carlstad Crusaders (RL)      | 8 | 5 | 0 | 3 | 256 | 142 | +114 | 10 |
| 3  | Göteborg Marvels* (U)        | 8 | 4 | 0 | 4 | 190 | 206 | −16  | 8  |
| 4  | Arlanda Jets                 | 8 | 3 | 0 | 5 | 246 | 212 | +34  | 6  |
| 5  | Jamtland Republicans         | 8 | 0 | 0 | 8 | 27  | 435 | −408 | 0  |

Färgkoder:
|      | – Kvalificerad för mästerskapsslutspel      |
| (RL) | – Regerande ligamästare (seriesegrare)      |
| (RM) | – Regerande svenska mästare                 |
| (U)  | – Uppflyttad från division 1                |
| *    | – Nedflyttad efter säsongen på egen begäran |

## Matchresultat
| Hemma \ Borta           | AJ    | CC    | GM    | JR    | SMM   |
| Arlanda Jets            | —     | 14–26 | 34–38 | 72–0  | 14–54 |
| Carlstad Crusaders      | 26–33 | —     | 55–12 | 64–0  | 6–35  |
| Göteborg Marvels        | 28–21 | 14–18 | —     | 32–14 | 12–27 |
| Jamtland Republicans    | 0–58  | 6–55  | 0–48  | —     | 7–29  |
| Stockholm Mean Machines | 40–0  | 28–6  | 37–6  | 77–0  | —     |

## Slutspel

### Semifinaler
|  | 20 augusti 2005 | Carlstad Crusaders | 63 – 22               | Göteborg Marvels | Tingvalla IP      |                   |
|  |                 |                    | (21 – 6) Matchrapport |                  | Domare: Team Adus | Domare: Team Adus |
|  |                 |                    |                       |                  | Domare: Team Adus | Domare: Team Adus |
|  |                 |                    |                       |                  | Domare: Team Adus | Domare: Team Adus |

|  | 27 augusti 2005 | Stockholm Mean Machines | 48 – 0       | Arlanda Jets | Kärrtorps IP       |                    |
|  |                 |                         | Matchrapport |              | Domare: Team Axell | Domare: Team Axell |
|  |                 |                         |              |              | Domare: Team Axell | Domare: Team Axell |
|  |                 |                         |              |              | Domare: Team Axell | Domare: Team Axell |

### SM-final
|       | 4 september 2005 | Stockholm Mean Machines | 35 – 21               | Carlstad Crusaders | Kristinebergs IP                 |                                  |
| 13:00 | 13:00            |                         | (14 – 7) Matchrapport |                    | Publik: 1 872 Domare: Team Axell | Publik: 1 872 Domare: Team Axell |
| 13:00 | 13:00            |                         |                       |                    | Publik: 1 872 Domare: Team Axell | Publik: 1 872 Domare: Team Axell |
| 13:00 | 13:00            |                         |                       |                    | Publik: 1 872 Domare: Team Axell | Publik: 1 872 Domare: Team Axell |